# 火繩槍

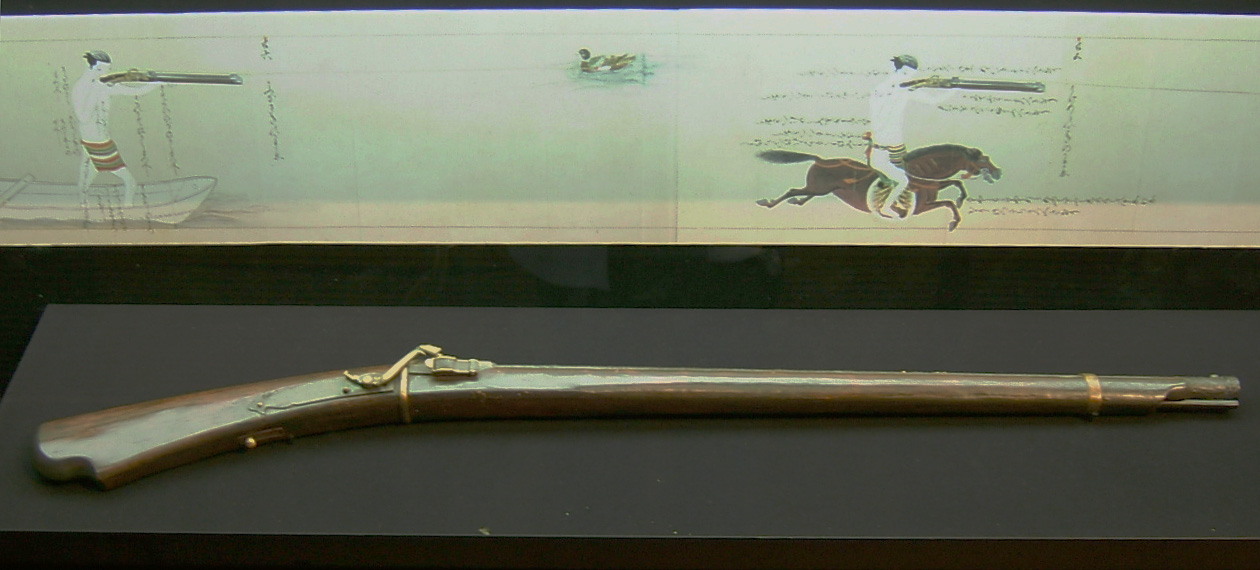
種子島火繩銃，2005年日本國際博覽會（愛知萬博）的葡萄牙館展示物。

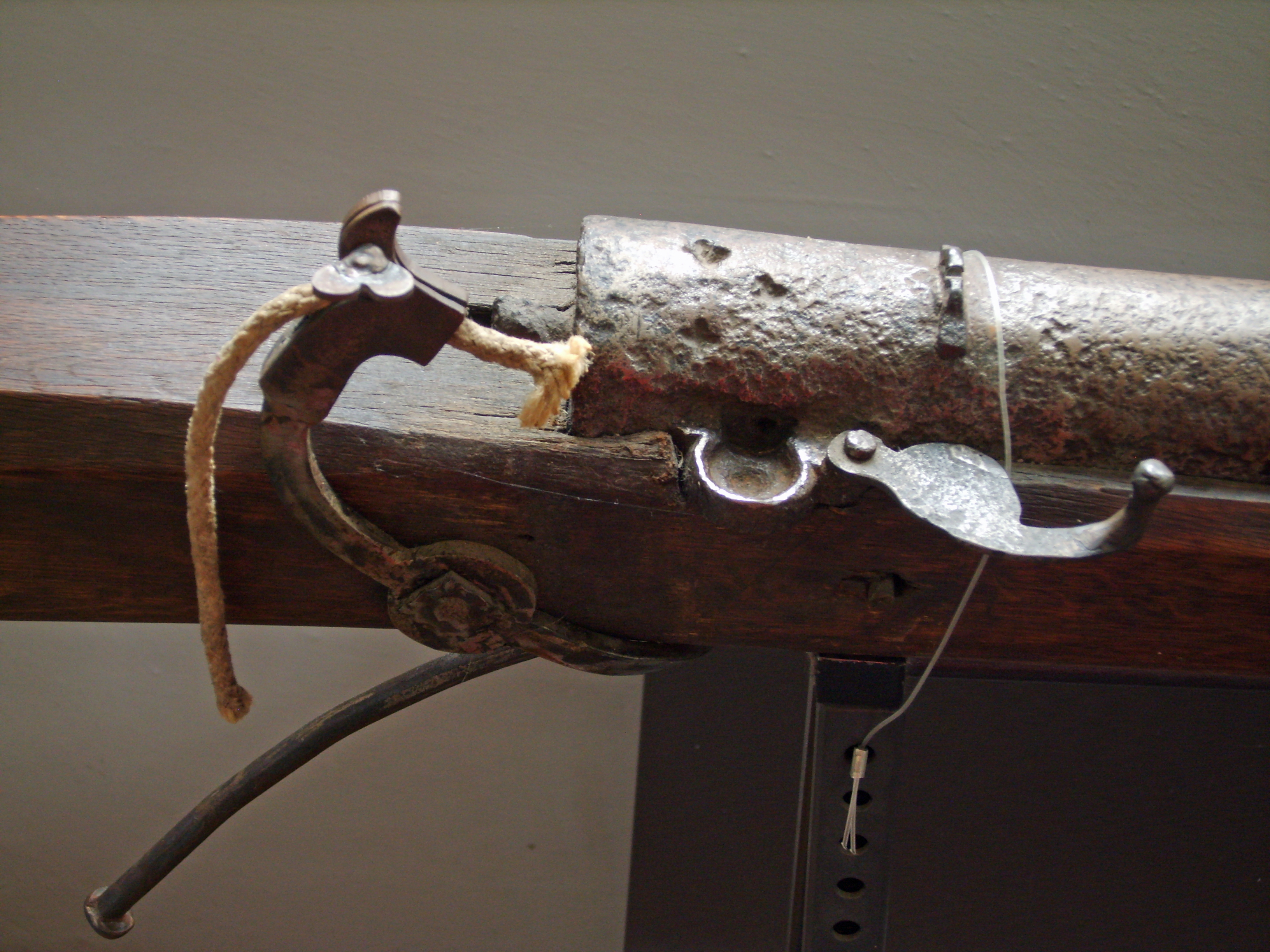
火繩點火裝置的特寫。

火繩槍，是以火繩點火裝置來點火的銃械。火繩點火裝置是以緩慢燃燒的火繩先點燃引火藥（底火），引火藥起火後再點燃推進藥的機構。

## 歷史

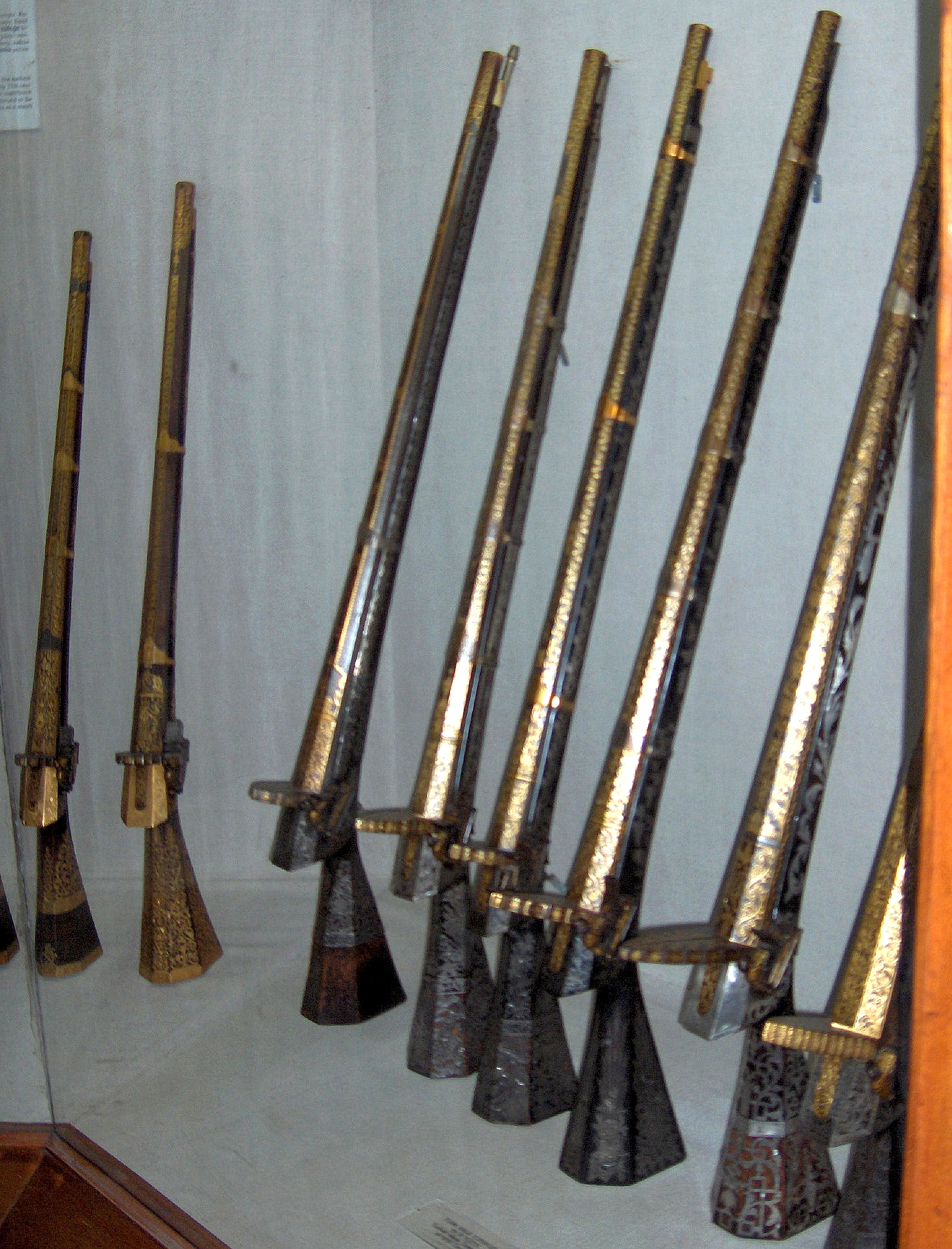
在伊斯坦堡展示的火繩槍。

火繩點火裝置約在15世紀中期於奧地利發明，於16世紀時在歐洲諸國已普遍使用。
1521年，西班牙征服者埃爾南·科爾特斯在征服阿茲特克時其部隊也配備火繩槍。1522年，中國明朝於西草湾之战後缴获了火绳枪。1543年火繩銃传入日本（见鐵炮傳來），並對日本的統一與侵略朝鮮產生重要影響（參見南蠻貿易）。

## 相關名稱

### Arquebus、Harquebus、Hakenbüchse
德語「Hakenbüchse」，字義為鉤銃，即有「鉤狀物」（德語：haken）的手銃，鉤狀物的功能用來依靠城牆或支撐物使得更加穩定，發射時以炙熱金屬點燃引火藥或推進藥來擊發，並無使用火繩。15世紀中期加上掛肩托架。15世紀後期之後又加上火繩機構而成為了火繩槍，雖然經過多次演變但Hakenbüchse的名稱卻一直延用下去。法國人把手銃稱為筒狀的弓「arquebuse」（弓的法語是arque），英國人把法語的弓與的德語的鉤混在一起成為Harquebus。Arquebus與Harquebus與德語的Hakenbüchse的意義包括了「鉤爪火銃」、「掛肩火銃」與「火繩槍」。

### Musket
Musket一開始是指大型的Arquebus，當時Musket與Arquebus配有火繩點火裝置，但隨著燧發裝置的發明，Musket的點火裝置也換成了燧發裝置，所以不能完全稱為火繩槍。

### 鳥銃

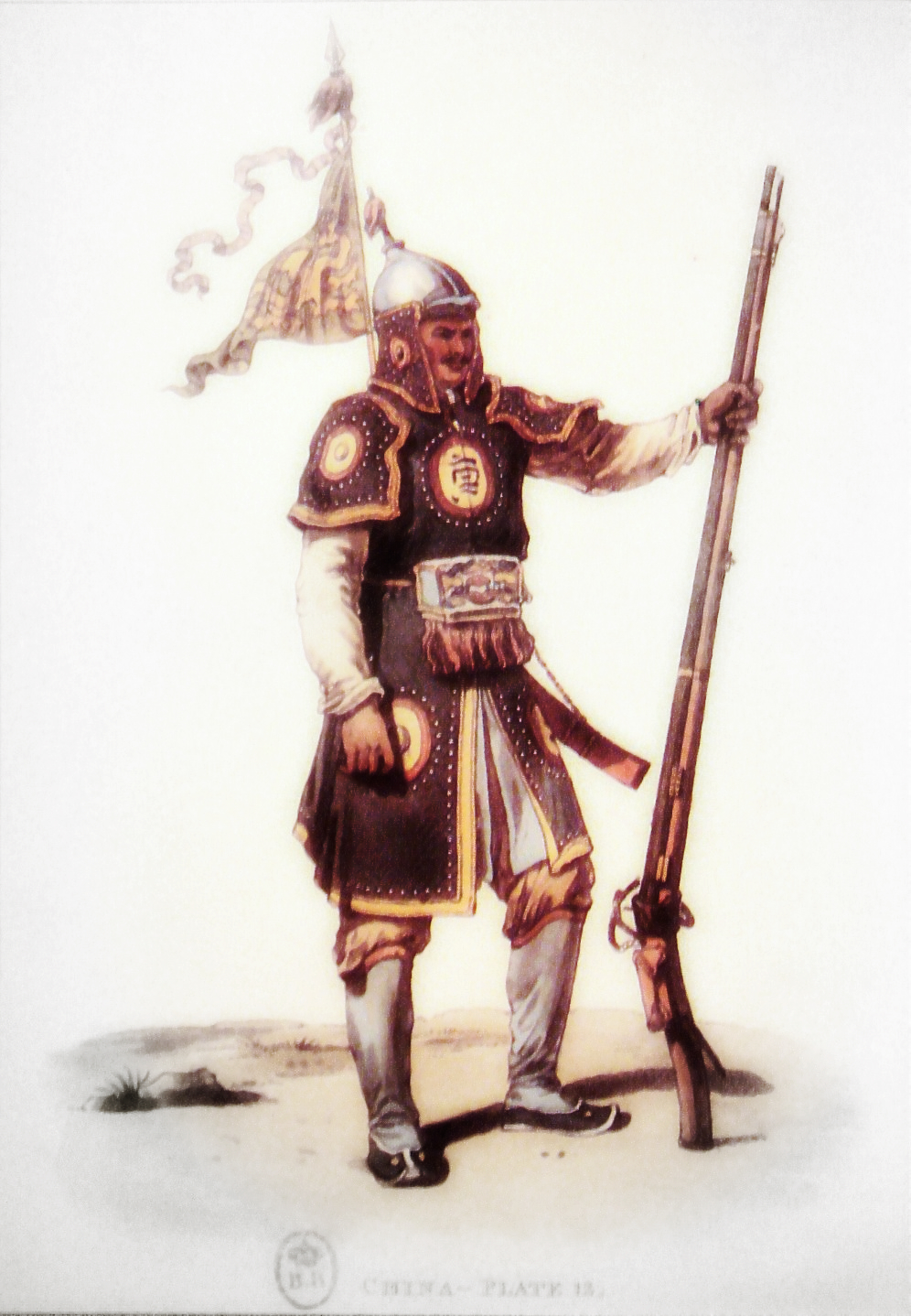
馬戛爾尼訪華时随行画师描绘的清朝鳥枪兵。

火繩槍於嘉靖年間傳入中國明朝。與明朝原有各種銃器相比，火繩槍的準確度提升至能打中飛鳥，所以將這種銃器稱作鳥銃，而之後傳入中國的簧輪槍與燧發槍也被中國人稱為鳥銃或鸟枪。据明代戚繼光所著十四卷本《紀效新書》記载，明制鸟铳大部分使用每单发三钱装药及三钱铅弹一发的规格；不过据趙士楨《神器譜》及一些其它明代兵書记载，明军亦有装备如斑鸠铳、鹰扬铳一类装药量和弹重较大的重型火绳枪。此外，戚繼光《練兵實紀》还记载每一门鸟铳需常备铅弹300发，可见明鸟铳具有承受长时间反复多次射击的能力，制作工艺已具备一定的水准。

### 鐵砲
單兵使用的火繩銃在日語中被稱為「鐵砲」。1543年一艘由澳門開往浙江的走私貿易船因颱風而漂流到日本九州南側的種子島，船上載有數支葡萄牙製的火繩槍。種子島島主種子島時堯重金收購了兩桿，並讓島上的著名鍛造師八板金兵衛進行仿製。此後火繩槍的製造工藝在日本國內逐漸流傳開來，且在短短三十年之內就在各大名的軍隊中得到應用，對日本當時的戰爭和戰術產生了巨大的影響。運用鐵砲的著名戰例有織田信長以3000鐵砲兵擊敗武田軍騎兵衝鋒的長篠之戰。

## 操作

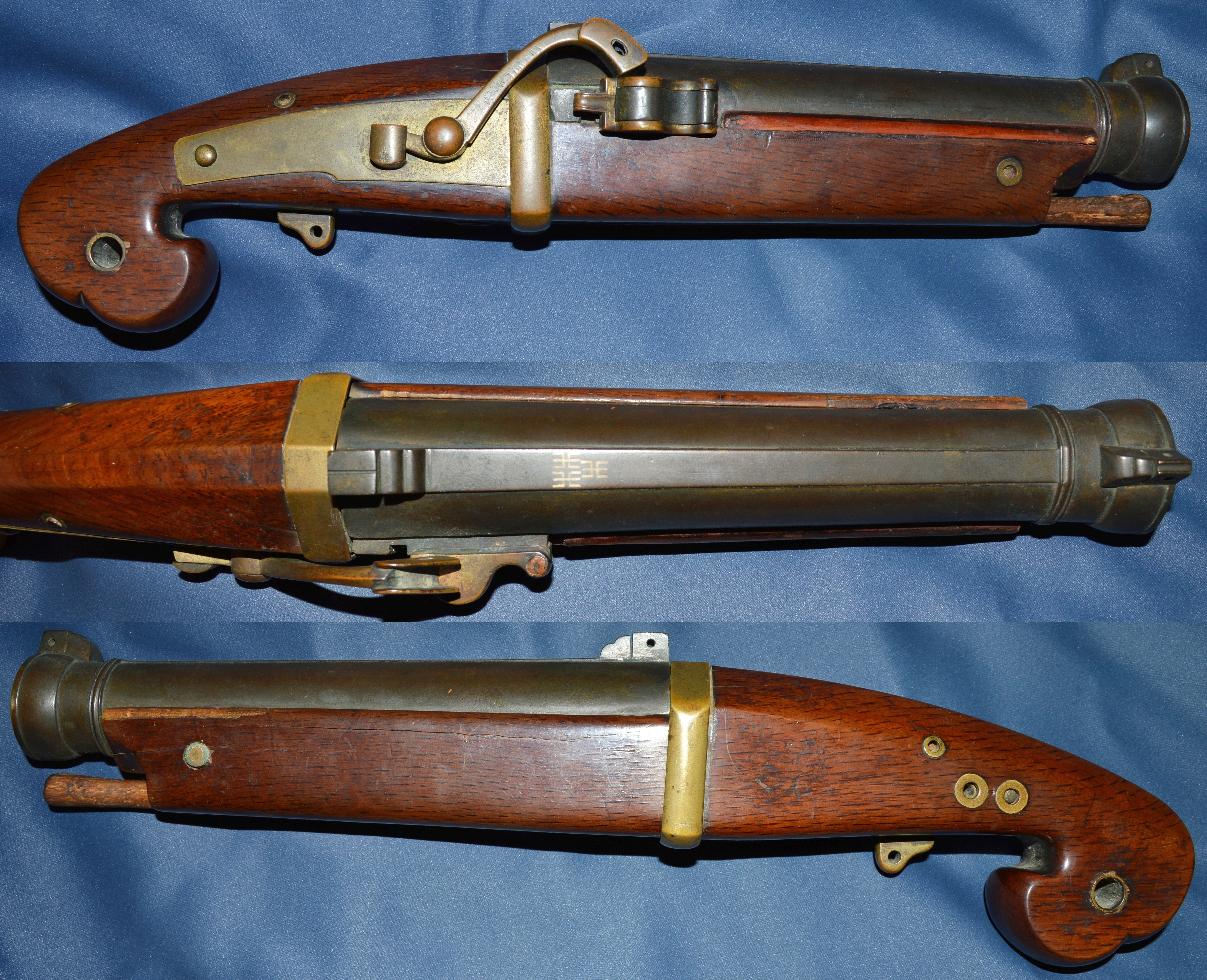
日本的火繩拳銃。

火繩槍在裝填時，先用火藥瓶往槍口倒入推進用的火藥，再將用紙或布包著的彈丸從槍口塞入（紙或布是為了傾斜時不讓彈丸從槍口掉出），並用長條細棒將彈丸推入，接下來把導火用火藥倒在槍機中的火皿上，並且把火蓋蓋上（火蓋的用途是避免走火），當要進行射擊時，把火蓋掀開，瞄準後扣下扳機火繩會接觸火皿而將導火藥引爆，導火藥的爆炸會立即引爆推進藥而將彈丸射出。而一些大型的火繩槍因為本身重量的關係會事先將推進用火藥先裝成火藥包，火藥包內的火藥量就是一次射擊的量。

### 搭配的盔甲
十六世紀後期，歐洲持火槍的輕裝騎兵所穿的盔甲稱為火繩槍裝甲，一般包括附有胸甲的皮革上衣、肩甲及簡盔，例如帶面甲的頭盔、輕型契斯卡格盔或鐵面罩，左手另有長度到手肘的護手。

### 輔助工具
因火繩槍後座力大，需要叉架或叉杖的輔助，而俄國使用蛾眉戰斧作為火繩槍兵的叉杖。瑞典國王古斯塔夫二世·阿道夫則將槍的重量減輕，並逐漸廢止叉架的使用。

## 火繩槍的衝擊與影響
除了重新裝填很慢外，火繩槍最大的安全問題就在於那兩個晃晃蕩蕩的火繩頭。由於火繩槍兵身上到處是火藥袋，這兩個繩頭總是讓人提心吊膽，此安全隐患于14世纪中叶因火药袋常用防火材料制作而解决；英國著名的約翰‧史密斯船長就曾經發生意外，引燃了身上的一個火藥袋，造成嚴重燒傷。所以在前面的裝填程序中都要小心地將火繩取下並持穩在左手指間。
火繩的主要缺點：
1. 不耐天候，風吹雨打容易熄滅。
2. 不安全。
3. 火繩需要火源點燃（通常用火堆，或者行列中攜帶的特殊火種罐）。
4. 風向不對時，煙味會暴露位置。
5. 夜間時火頭很容易暴露位置。
6. 需要時時調整長度（火繩燃燒速度每小時約30公分）。

雖然有這些缺點，由於火繩槍機件簡單、容易製造，在很多地區仍然一直沿用到公元1700年前後才被燧石槍取代，在遠東更被使用到19世紀中期。基本上，火繩槍和手銃一樣，仍然是非常原始的武器，雖然射速不如弓箭，但強大的威力已經讓西歐在十六世紀中期後淘汰了弓箭。除了威力，經濟因素仍然扮演了非常重要的角色；火繩槍的生產成本較低，訓練所需時間較弓箭手短，士兵容易上手。
雖然精銳弓箭手在射速、準確度、與威力上能贏過精銳火槍手，但精銳弓箭手並不好訓練，劣等弓箭手面對劣等火槍手並沒有優勢。
由於火繩槍手可以被大量地訓練與配置，他們對於中古時期階級森嚴的封建社會形成一種挑戰。與十字弓相同，隨便一個農夫經過幾周的訓練後就可上陣，如此一來領地之中能夠作戰的兵力便大為增加，而他們的火力雖不及弓箭手，卻對原來佔有戰場優勢的騎士構成相當威脅。因此各封建領主再也不能把他們當成毫無價值的「民軍」（levies）來看待。由於他們在戰場上地位的提昇，相對地也降低了騎士的地位。火光会对射手眼睛造成很大的刺激，所以经常转过头再击发。

## 應用
- 嚕密銃：土耳其傳入明朝的鳥銃，銃尾內藏刀刃，近戰時可作斬馬刀使用。
- 掣電銃：明朝人趙士楨將鳥銃的火藥室改成佛郎機砲的子銃結構，如此可減少填裝火藥的時間。
- 迅雷銃：明朝人趙士楨設計的五管鳥銃，五條銃管裝成一圈，可輪流發射。
- 五雷神機：記載於《武備誌》，以迅雷銃的技術去製作，同樣是五管旋轉式，除了口徑較迅雷銃粗外幾乎沒有差多少。
  - 三捷神機：管數為三管。
- 連發銃（Renpatsuju）：據說是日本江戶時代身職幕府鐵砲方（Teppo-kata）的井上外記所發明，此銃別名五雷神機與三捷神機。是由《武備誌》得到靈感而發明的。
- 拐子銃：也採用子母銃的設計，但與掣電銃的不同是拐子銃是採用導火線（引線）的方式擊發，而不是使用火繩；且子銃是連續的堆疊塞入銃管，全部用完才再裝填，不是像掣電銃一樣射完一發裝一發。

## 其它
- 阿拉伯地区使用「燃水（石油）」浸泡麻绳制作火绳。
- Musket这个词第一次出现是在1499年的那不勒斯市兵器库清单中。按现有实物看，槍管與火藥室部分长55公分，口径30公釐，全长143公分，其枪管与2008年在韩国发现的16世纪火銃同为八棱型。
- 步兵鉤砲和骑兵使用火绳点燃的鉤砲不同，他們往往用一根烧红的金属去点燃推進藥，所以古代火枪阵地最明显的特征就是几个大火盆。